# Dabbs Greer
Pour les articles homonymes, voir Greer.
Dabbs Greer, né le 2 avril 1917 à Fairview dans le Missouri aux États-Unis, mort le 28 avril 2007 à Pasadena en Californie, est un acteur américain.

## Biographie
Né à Fairview, il a grandi à Anderson (Missouri), fils unique d'un pharmacien et d'une orthophoniste. Il fait ses premières expériences sur les planches à l'âge de huit ans. Il a étudié au Drury College à Springfield (Missouri) avant de participer au Pasadena Playhouse, théâtre en Californie.
Il est surtout connu pour avoir incarné le révérend Robert Alden, pasteur de la paroisse de Walnut Grove, dans la série télé américaine la Petite Maison dans la prairie (Little house on the prairie), aux côtés de Michael Landon et Melissa Gilbert, de 1974 à 1983. Mentionnons que dans les années 1960, il joua aussi le rôle d'un révérend, mais cette fois dans la peau d'un méchant extraterrestre pour un épisode de la légendaire télé-série Les Envahisseurs.
Il joue son dernier rôle au cinéma dans La Ligne verte, où il incarne Paul Edgecomb âgé, en 1999.

## Filmographie

### Cinéma
- 1949 : Le Livre noir (Reign of Terror) : Le garde au pont
- 1950 : The Damned Don't Cry : Le reporter
- 1950 : Trial Without Jury (en) de Philip Ford : Jack, le policier
- 1950 : La Porte du diable (Devil's Doorway) d'Anthony Mann : Spud Keith
- 1950 : La Ruée vers la Californie : Le dealer
- 1951 : Aventure à Tokyo : Le caporal
- 1951 : Storm Warning de Stuart Heisler : Le policier au tribunal
- 1951 : Allons donc, papa ! (Father's Little Dividend) de Vincente Minnelli : Le conducteur de taxi
- 1951 : The Lady from Texas (en) : Court Bailiff
- 1951 : Le Droit de tuer (The Unknown Man), de Richard Thorpe : Le conducteur de l'ambulance
- 1952 : Cette sacrée famille (Room for One More) de Norman Taurog : Le maître scout
- 1952 : Bas les masques (Deadline - U.S.A.) de Richard Brooks : Le reporter
- 1952 : Courrier diplomatique (Diplomatic Courier) : Intelligence clerk
- 1952 : Scarlet Angel : Un homme
- 1952 : Cinq mariages à l'essai (We're Not Married!) d'Edmund Goulding : Un spectateur au concours de Miss Mississippi
- 1952 : Sally and Saint Anne : M.. Parker
- 1952 : Chérie, je me sens rajeunir (Monkey Business) : Le conducteur de la cabine
- 1952 : My Man and I : Court Clerk
- 1952 : Le Grand Secret (Above and Beyond) : Steve, officier des opérations
- 1952 : Sans ton amour (Because of You) : Mexican Shop Owner
- 1952 : La Première Sirène (Million Dollar Mermaid) : Movie set engineer
- 1952 : Les Ensorcelés (The Bad and the Beautiful) : Le technicien lumière du studio
- 1953 : Un Homme pas comme les autres (Trouble Along the Way), de Michael Curtiz : Père Mahoney
- 1953 : L'Homme au masque de cire (House of Wax) : Sgt. Jim Shane
- 1953 : Drôle de meurtre (Remains to Be Seen) de Don Weis : Julius
- 1953 : A Slight Case of Larceny : Eddie, le premier employé du gaz
- 1953 : La Femme rêvée (Dream Wife) de Sidney Sheldon : L'opérateur de l'élévateur
- 1953 : Commérages (Affair with a Stranger) : Happy Murray
- 1953 : Mister Scoutmaster (en) : Un pompier
- 1953 : Mission Over Korea (en) : Un pilote
- 1953 : Half a Hero (en) : George Payson
- 1953 : China Venture : Galuppo
- 1954 : Belle mais dangereuse (She Couldn't Say No) : Dick Jordan
- 1954 : Bitter Creek de Thomas Carr : Un shérif
- 1954 : Les Révoltés de la cellule 11 (Riot in Cell Block 11) : Schuyler
- 1954 : Rose-Marie : Charity Dance Cashier
- 1954 : Mademoiselle Porte-bonheur (Lucky Me) : Eddie Szczepanski
- 1954 : The Desperado de Thomas Carr : U.S. Marshal Jim Langley
- 1954 : C'est pas une vie, Jerry (Living It Up) : Head Boy Ranger
- 1954 : Ici brigade criminelle (Private Hell 36) : Sam Marvin
- 1955 : Hit the Deck : Eddie
- 1955 : Seven Angry Men : Un docteur
- 1955 : An Annapolis Story : Cmdr. Halleck
- 1955 : Mes sept petits chenapans (The Seven Little Foys) : Tutor
- 1955 : La Muraille d'or (Foxfire) : Le chauffeur de bus
- 1955 : Duel d'espions (The Scarlet Coat) : Capt. Brewster
- 1955 : Le Tigre du ciel (The McConnell Story) : Le pilote instructeur
- 1955 : Le Doigt sur la gâchette (At Gunpoint) : Un prêcheur au funérailles
- 1956 : L'Invasion des profanateurs de sépultures (Invasion of the Body Snatchers) : Mac Lomax
- 1956 : Viva Las Vegas (Meet Me in Las Vegas) : Le troupier à New Frontier
- 1956 : D-Day the Sixth of June : Cpl. Atkinson
- 1956 : Attaque à l'aube (en) (The First Texan) : Un délégué
- 1956 : Hot Rod Girl (en) : Henry Frye
- 1956 : Brisants humains (Away All Boats) : Lt. Cmdr. Harrison
- 1956 : The Young Guns : Fred, Hotel Owner
- 1956 : Tension à Rock City (Tension at Table Rock) : Le docteur
- 1956 : Hot Cars de Don McDougall : Detective Davenport
- 1957 : Chain of Evidence : Dr Ainsley, le psychiatre
- 1957 : L'Odyssée de Charles Lindbergh (The Spirit of St. Louis) : Goldsborough
- 1957 : Johnny Tremain : Nat Lorne
- 1957 : The Vampire (en) de Paul Landres : Dr Will Beaumont
- 1957 : Pawnee : John Brewster
- 1957 : Mon homme Godfrey (My Man Godfrey) : Lieutenant O'Connor
- 1957 : Young and Dangerous : M.. John Clinton
- 1957 : All Mine to Give (en)
- 1957 : Baby Face Nelson : Charles Bonner
- 1958 : La Fusée de l'épouvante (It! The Terror from Beyond Space) : Eric Royce
- 1958 : Je veux vivre ! (I Want to Live!) : San Quentin Capt.
- 1959 : Lone Texan : Doc Jansen
- 1959 : Le Dernier train de Gun Hill (Last Train from Gun Hill) : Andy, le député de Morgan
- 1959 : La Chevauchée des bannis (Day of the Outlaw) : Doc Langer, vétérinaire
- 1959 : Le Secret du Grand Canyon (Edge of Eternity) : L'intendant de la station de gaz
- 1960 : Cet homme est un requin (Cash McCall) de Joseph Pevney : Executive
- 1963 : Le Collier de fer (Showdown) : Express Man
- 1964 : L'Homme à tout faire (Roustabout) de John Rich : Arthur Nielsen
- 1965 : Les Prairies de l'honneur (Shenandoah) : Abernathy
- 1970 : Attaque au Cheyenne Club (The Cheyenne Social Club) : Jedediah W. Willowby
- 1972 : Rage : Dr Thompson
- 1973 : Les Bootleggers (White Lightning) : Pa McKlusky
- 1974 : God Bless Dr. Shagetz : Lyle Phelps
- 1981 : Chu Chu and the Philly Flash de David Lowell Rich : Wally
- 1987 : Evil Town (en) : M.. Phelps
- 1988 : À fleur de peau (Two Moon Junction) : Kyle
- 1990 : Fenêtre sur Pacifique (Pacific Heights) : M.. Thayer
- 1991 : Sundown: The Vampire in Retreat (en) : Otto Trotsberg
- 1992 : House IV : Dad
- 1994 : Les Petits Géants (Little Giants) de Duwayne Dunham : Wilbur
- 1997 : Les Ailes de l'enfer (Con Air) : Le vieil homme sous le camion
- 1999 : La Ligne verte (The Green Mile) : Paul Edgecomb (âgé)

### Télévision
- 1950 : Dick Tracy (série télévisée) : Shaky
- 1951 : Space Patrol (série télévisée) : Paul
- 1952 : The Lone Ranger (série télévisée) : Toby Durbin
- 1952, 1953, et 1958 : Les Aventures de Superman (série télévisée) : Dan Dobey / Joe Winters / L'homme sauvé du ballon dirigeable
- 1952 et 1954 : Cavalcade of America (en) (série télévisée) : Johanna / Mark Wilson
- 1954 : The Lone Wolf (en) (série télévisée) : Shérif Ketton
- 1954 : Waterfront (série télévisée) : Phil Harvey
- 1954 et 1965 : Lassie (série télévisée) : Casey Howell / Joe Baker
- 1955 : Father Knows Best (série télévisée) : M.. Collins
- 1955 : Big Town (série télévisée) : Sgt. Jim Ward
- 1955 : The Man Behind the Badge (série télévisée) : Det. Sgt. Phil Merrick
- 1955 : Navy Log (en) (série télévisée) : M.. Sayres
- 1955 : Frontier (série télévisée) : Ray / Marshal
- 1955 : The Life and Legend of Wyatt Earp (en) (série télévisée) : Marshal Crawford
- 1955 - 1974 : Gunsmoke (série télévisée) : Wilbur Jonas / Jonas Finch / Joe Bean
- 1956 : Chevron Hall of Stars (série télévisée) : John
- 1956 : The Star and the Story (en) (série télévisée) : Dr Carlson
- 1956 : Cheyenne (série télévisée) : Townsman
- 1956 : Alfred Hitchcock présente (Alfred Hitchcock presents) (série télévisée) : Le laitier/ le shérif
- 1956 : TV Reader's Digest (série télévisée) : Un capitaine
- 1956 : The George Burns and Gracie Allen Show (en) (série télévisée) : Dr Hendricks
- 1956 : The Forest Ranger (Téléfilm) : Ted Borton
- 1957 : The New Adventures of Charlie Chan (série télévisée) : Zac West
- 1957 : Whirlybirds (série télévisée) : Jim Burdette / Dan Malloy
- 1957 : Fury (série télévisée) : Sanders
- 1957 : Code 3 (série télévisée) : Louis Johnson
- 1957 : How to Marry a Millionnaire (série télévisée) : M.. Blandish
- 1957 : Tombstone Territory (en) (série télévisée) : Jim Edwards
- 1957 : The Gray Ghost (série télévisée) : Cooper
- 1958 : Official Detective (série télévisée) : James
- 1958 : The Court of Last Resort (série télévisée) : Shérif Cass Baker
- 1958 : State Trooper (série télévisée) : Ed Grimes
- 1958 : Trackdown (série télévisée) : Mike Kilroy / Shérif Chet Farrow / Ward Barrett
- 1958 : The Restless Gun (série télévisée) : Roy Stanton
- 1958 - 1959 : Au nom de la loi (Wanted Dead or Alive) (série TV)
  - Saison 1 épisode 1 : Tom Wade
  - Saison 1 épisode 17 : Elder Luke Boone
  - Saison 2 épisode 12 : Bartender
- 1958 - 1966 : Perry Mason (série télévisée) : Bill Cotton / Buzz Farrell / Dodson / Larsen Halstead / Jack Tabor
- 1959 : Pony Express (en) (série télévisée) : Un shérif
- 1959 : Steve Canyon (série télévisée) : Ben Moore
- 1959 : Playhouse 90 (série télévisée) : Clayton
- 1959 : Monsieur et Madame détective (série télévisée) : Amboy
- 1959 : Troubleshooters (série télévisée) : Lepage
- 1959 : Tightrope! (en) (série télévisée) : Détective Lyden
- 1959 : Bat Masterson (série télévisée) : Will
- 1960 : Unsolved (Téléfilm) : Sergent Croft
- 1960 et 1962 : Laramie (série télévisée) : Samuel Clemens
- 1960 et 1965 : La Grande Caravane (série télévisée) : Hiram Snow
- 1961 - 1962 : Échec et mat (série télévisée) : Henry / Creasy / Hokey
- 1961 - 1962 : Lawman (série télévisée) : Joe Brockway / Les Courtney
- 1961 - 1963 : Les Incorruptibles (The Untouchables) (série télévisée) : Agent Ned Ferber / Brower / Thomas B. Randall
- 1961 - 1963 et 1964 : Rawhide (série télévisée) : Jebidiah Hadelbert / Un shérif
- 1961 - 1971 : Bonanza (série télévisée) : Doc Dunkatt / Un juge / Sam Dawson / Hub Dawes
- 1962 : Ombres sur le soleil (série télévisée) : Fulton
- 1962 : The Eleventh Hour (série télévisée) : Ed Crain
- 1962 : Saints and Sinners (en) (série télévisée) : Walter Hines
- 1962 - 1963 : La quatrième dimension (The Twilight Zone) (série télévisée) : Saison 4 Épisode 3 "La Vallée de l'ombre" Evans / Scanlan
- 1962 et 1965 : The Dick Van Dyke Show (série télévisée) : Brumley / Chaplain / Waring / M.. Berger
- 1963 : Stoney Burke (série télévisée) : Un docteur
- 1963 : Empire (série télévisée) : Joseph Williams
- 1963 : Temple Houston (série télévisée) : Marshal Cloud
- 1963 - 1967 : Le Fugitif (The Fugitive) (série télévisée) : Charlie Fletcher / Jensen / Thomas / Un shérif
- 1964 : Au-delà du réel (The Outer Limits) (série télévisée) : E.F. Larkin / M.. Bishop
- 1964 : Destry (série télévisée) : Dr Forbes
- 1964 : Arrest and Trial (en) (série télévisée) : J.H. Salomon
- 1964 : The Rogues (série télévisée) : Madigan
- 1965 : Profiles in Courage (série télévisée) : Dr Fenner
- 1965 : Peyton Place (série télévisée) : E.J. Taggart / Un officier
- 1965 - 1966 : Hank (série télévisée) : Coach Ossie Weiss
- 1965 et 1967 : Le Virginien (The Virginian) (série télévisée) : Doc / Harper
- 1966 : Laredo (série télévisée) : Ira
- 1966 - 1973 : Sur la piste du crime (The FBI) (série télévisée) : Van Doyle / Harry Porter / Howard Deal / Orkin / Sal Cleary / Arlie Sessions
- 1967 : Les Envahisseurs (The Invaders) (série télévisée) : Le ministre
- 1967 : The Road West (en) (série télévisée) : Thomas Grimmer
- 1968 : Les Mystères de l'Ouest (The Wild Wild West), de Michael Garrison (série TV)
  - La Nuit de la Bête (The Night of the Simian Terror), Saison 3 épisode 23, de Michael Caffey : Sénateur Seth Buckley
  - La Nuit de l'Homme oublié (The Night of Fire and Brimstone), Saison 4 épisode 9, de Bernard McEveety : Captain Lyman Butler
- 1969 - 1970 et 1973 : L'homme de fer (Ironside) (série télévisée) : M.. Carew / Thomas Gibbs / Le vieux libraire
- 1970 : The Interns (série télévisée) : Edgar Jarvis
- 1970 : The Young Lawyers (série télévisée) : Jacobi
- 1970 : Two Boys (Téléfilm) : M.. Landers
- 1970 : The Boy Who Stole The Elephant (Téléfilm) : Stits
- 1971 : The Bold Ones: The New Doctors (série télévisée) : Casey
- 1972 : Nichols (série télévisée) : Harrigan
- 1972 - 1973 : The Rookies (série télévisée) : Billy Levinson / Le garde du studio
- 1973 : Ghost Story (série télévisée) : Harry Bell
- 1973 : Barnaby Jones (série télévisée) : Andy Spake
- 1973 et 1975 : Cannon (série télévisée) : Walt Fox / Windom Salter
- 1974 : Le justicier (série télévisée) : Harry Bell
- 1974 : Chase (série télévisée) : Parino
- 1974 : The Greatest Gift (Téléfilm) : Deacon Hurd
- 1974 - 1983 : La Petite Maison dans la prairie (The Little House on the Prairie) (série télévisée) : Reverend Robert Alden
- 1975 : Shazam! (série télévisée) : Seldom Seen Slim
- 1976 : Les Rues de San Francisco (The Streets of San Francisco) (série télévisée) : L'homme à la montre
- 1976 : Deux cent dollars plus les frais (série télévisée) : Peter Preli
- 1977 : Emergency! (série télévisée) : Dr Hubert Nippert
- 1978 : L'Incroyable Hulk (The Incredible Hulk) (série télévisée) : Dr Malone
- 1978 : The Winds of Kitty Hawk (Téléfilm) : Ace Hutchin
- 1981 : Drôles de dames (Charlie's Angels) (série télévisée) : Blufford Catlin
- 1982 : Matt Houston (série télévisée) : Henry
- 1983 : Little House: Look Back to Yesterday (Téléfilm) : Rev. Robert Alden
- 1984 : Little House: The Last Farewell (Téléfilm) : Rev. Robert Alden
- 1986 : Starman (série télévisée) : Ralph Wollery
- 1987 : La Malédiction du loup-garou (série télévisée) : Russell
- 1988 : Charles s'en charge (Charles in Charge) (série télévisée) : Buzz Powell
- 1988 : Bonanza : La Nouvelle Génération (Téléfilm) : Sills
- 1988 : First Impressions (série télévisée) : Milt
- 1989 : Roseanne (série télévisée) : Joe
- 1990 : The Bradys (en) (série télévisée) : Le ministre
- 1990 : Dans la chaleur de la nuit (In the Heat of the Night) (série télévisée) : J. L. Lambry
- 1991 : La Maison en folie (Empty Nest) (série télévisée) : M.. Sobel
- 1992 : The Secret of Lost Creek (série télévisée) : Henry Fogel
- 1992 - 1996 : Un drôle de shérif (série télévisée) : Rev. Henry Novotny
- 1994 : Runaway Daughters (téléfilm) : Gary
- 1997 : George and Leo (série télévisée) : Oncle Dick
- 1998 : Ally McBeal (série télévisée) : Vincent Robbins
- 2000 : Spin City (série télévisée) : Dr Laughlin
- 2001 : Associées pour la loi (série télévisée) : Frank Watson
- 2001 : Diagnostic : Meurtre (Diagnosis Murder) (série télévisée) : Danny McNamara
- 2001 - 2002 : Maybe It's Me (série télévisée) : Grand-père Fred Stage
- 2003 : Lizzie McGuire (série télévisée) : Moe